# Hadja Fanta Sidibeh Jambo
Hadja Fanta Sidibeh Jambo (ur. ?) – gambijska lekkoatletka.

## Rekordy życiowe
- Bieg na 100 metrów przez płotki – 19,16 (2009) były rekord Gambii[1]
- Skok o tyczce – 1,50 (2009) rekord Gambii[2]
- Bieg na 200 metrów (hala) – 28,25 (2009) rekord Gambii[3]
- Bieg na 60 metrów przez płotki (hala) – 11,16 (2009) rekord Gambii[4]